# Adam Vojtěch
Adam Vojtěch (České Budějovice, 1986. október 2. –) cseh ügyvéd, demokrata párti politikus, egészségügyi miniszter (2017-2020).

## Élete
A cseh Nova TV és a szlovák Markíza tévécsatorna közös, 2005-ös SuperStar tehetségkutató versenyen egészen a döntőig jutó Adam Vojtěch 2006-ban érettségizett České Budějovicében, a Neumann (Nepomuki) Szent Jánosról elnevezett katolikus gimnáziumban. A prágai Károly Egyetemen szerzett médiaismereti (2009) és jogi (2013) diplomát, majd Andrej Babiš médiacégénél (MAFRA) kezdett el dolgozni, mint ügyvéd.
2014-ben lett államtitkár a Babiš vezette Pénzügyminisztériumban – egészen 2017-ig –, ahol az egészségüggyel kapcsolatos feladatokért felelt, a 2017-es választások idején pedig kidolgozta az ANO 2011 egészségügyi programját. 2017 decemberétől – az újonnan megalakuló – Babiš-féle kormány egészségügyi minisztere lett, mely tárcát a 2018 júniusában átalakított kormányban is megtarthatott.
2020. szeptember 21-én bejelentette lemondását, amelyet Andrej Babiš miniszterelnök elfogadott. Vojtěch lelépése kisebbfajta káoszt idézett elő az egészségügyi minisztériumban. A következő nyolc hónapban három miniszter bukott meg gyors egymásutánban, végül 2021 májusában Babiš rávette Vojtěchet a miniszterként való visszatérésre. Minisztériumát a második Babiš-kormány vereségét hozó választásig, 2021 novemberéig vezette.